# César Delgado
Pour les articles homonymes, voir Delgado.
César Fabián Delgado est un footballeur international argentin né le 18 août 1981 à Rosario qui évolue au poste de milieu offensif.
Surnommé « El Chelito » (le petit "Chelo", en référence à un autre Delgado surnommé "Chelo", diminutif de Marcelo), il est apprécié pour ses dribbles virevoltants et son sens du but. Il peut évoluer sur toutes les zones de l'attaque et a la particularité de jouer des deux pieds.

## Biographie

### En club

#### Cruz Azul
Après avoir joué pendant deux saisons dans le club argentin de Rosario Central, il a porté les couleurs du club mexicain du Cruz Azul. Il est devenu une véritable star au sein de l'équipe de la capitale mexicaine où il avait la réputation d'être un attaquant très talentueux doté d’une capacité de dribble incroyable, d’une frappe puissante ainsi que d’un sens inné du but.

#### À l'Olympique lyonnais
Le 11 janvier 2008, César Fabián Delgado s'engage avec le septuple champion de France, l'Olympique lyonnais pour 3 ans et demi. Son transfert en France est de 7,25 M€ . L'Olympique lyonnais a pu recruter un nouveau joueur extra-communautaire grâce au prêt du Brésilien Fábio Santos au São Paulo Futebol Clube.
Il réalise son premier gros match avec l'Olympique lyonnais face à Marseille en Coupe de France en signant une passe décisive pour Karim Benzema.
Le 20 octobre 2009, il marque le but de la victoire face à Liverpool à Anfield dans les tout derniers instants du match (90e+1, pour une victoire 1-2 ), après avoir remplacé Lisandro López à la 87e. C'est son premier but en Ligue des champions.
Il devient de plus en plus souvent titulaire au sein de l'Olympique lyonnais et réalise, le 16 février 2010, son meilleur match avec le club en 8e aller de la Ligue des champions face au Real Madrid (victoire 1 à 0, but de Jean II Makoun). Sa complicité sur le terrain avec son compatriote argentin Lisandro López est à noter. 
Depuis la saison 2010, son maillot est floqué « César », au lieu de « Delgado » auparavant.
Delgado est blessé depuis août après une reprise avec la CFA où il est sorti à la 44e minute, se plaignant de douleurs à la cuisse droite. Il a passé des examens qui ont montré une simple contracture.
Il est dernièrement revenu dans l'équipe, et a délivré une passe décisive pour le dernier but lyonnais lors du derby le plus largement remporté à Geoffroy-Guichard (victoire 4-1) lors de la 23e journée de ligue 1.
Titulaire pour le match à Gerland de la 26e journée, il participe à la plus large victoire de la saison (5-0 contre Avignon) de son équipe, avec notamment une passe décisive pour son compatriote Lisandro López.
Le 8 mai 2011, il marque également un très beau but contre l'Olympique de Marseille lors de l'un des désormais célèbres "Olimpico", un match que l'OL remporte 3-2 à domicile.

#### Le retour au Mexique à Monterrey
Lors du mercato d'été 2011, sa prolongation de contrat tardant toujours à se concrétiser, plusieurs clubs européens étaient très intéressés par les services de l'international argentin dont l'Olympiakos Le Pirée, Málaga ou encore l'Atlético Madrid. 
Cependant, malgré son souhait de prolonger à l'Olympique lyonnais, le 10 juin 2011 il signe un contrat au CF Monterrey au Mexique. Il avoue par la suite avoir adoré son séjour à l'OL et n'être parti que pour des raisons familiales.  À noter qu'il a enfin un maillot floqué de son surnom "Chelito".
Pour sa première saison à Monterrey, il finit meilleur passeur du tournoi de Clausura 2012. Avec son nouveau club il est l'auteur de cinq buts en deux éditions du Mondial des clubs (2012 et 2013).

#### Retour au Rosario Central
En janvier 2015, Delgado met fin au contrat qui le liait à Monterrey et retourne dans le club de Rosario Central, là où il a commencé sa carrière. 
César Delgado est suspendu par le Conmebol pour une durée de un an, à la suite d'un contrôle antidopage positif effectué lors d'un match contre River Plate (Uruguay), lors de la Copa Libertadores.

#### Central Córdoba
Au mois d'août 2017, il rejoint le club de Central Córdoba.

### En sélection
Sa première sélection remonte au 16 juillet 2003 contre l'Uruguay (2-2).
Il participe à la Copa América 2004 : il se distingue en inscrivant une splendide reprise de volée lors de la finale perdue contre le Brésil.
Il s'agit de son premier but en sélection.
La même année, il participe également aux Jeux olympiques à Athènes où il contribue grandement aux succès de son équipe.
En 2005, il est appelé pour la Coupe des confédérations. L'Argentine est encore battue par le Brésil en finale (4-1) : il est à l'origine du but argentin (un centre pour Pablo Aimar).

## Palmarès

### En club
| - CD Cruz Azul - Championnat du Mexique (Ouverture) - Vainqueur : 2006. - Championnat du Mexique (Clôture) - Vice-champion : 2005. |  | - Olympique lyonnais - Championnat de France - Vainqueur : 2008. - Vice-champion : 2010. - Coupe de France - Vainqueur : 2008 - Trophée des champions - Finaliste : 2008 - Ligue des champions - Demi-finaliste : 2010 |  | - CF Monterrey - Championnat du Mexique (Clôture) - Vice-champion : 2012. - Coupe du monde des clubs de la FIFA - Troisième : 2012 - Ligue des champions de la CONCACAF - Vainqueur : 2012 et 2013. |

### En sélection
| - Argentine - Copa América - Finaliste : 2004. - Coupe des confédérations - Finaliste : 2005. |  | - Argentine olympique - Jeux olympiques d'été - Vainqueur : 2004. |

## Statistiques
| Saison                | Club                  | Championnat           | Championnat | Championnat | Coupe nationale | Coupe nationale | Coupe de la Ligue | Coupe de la Ligue | Supercoupe | Supercoupe | Compétition(s) continentale(s) | Compétition(s) continentale(s) | Compétition(s) continentale(s) | Coupe du monde des clubs de la FIFA | Coupe du monde des clubs de la FIFA | Playoff | Playoff | Sélection                     | Sélection | Sélection | Total | Total |
| Saison                | Club                  | Division              | M.          | B.          | M.              | B.              | M.                | B.                | M.         | B.         | Comp.                          | M.                             | B.                             | M.                                  | B.                                  | M.      | B.      | Équipe                        | M.        | B.        | M.    | B.    |
| 2001-2002             | CA Rosario Central    | 1                     | 28          | 3           | -               | -               | -                 | -                 | -          | -          | -                              | -                              | -                              | -                                   | -                                   | -       | -       | -                             | -         | -         | 28    | 3     |
| 2002-2003             | CA Rosario Central    | 1                     | 38          | 11          | -               | -               | -                 | -                 | -          | -          | -                              | -                              | -                              | -                                   | -                                   | -       | -       | -                             | -         | -         | 38    | 11    |
| 2003-2004             | CD Cruz Azul          | 1                     | 29          | 12          | -               | -               | -                 | -                 | -          | -          | -                              | -                              | -                              | -                                   | -                                   | -       | -       | Argentine                     | 14        | 2         | 43    | 14    |
| 2004-2005             | CD Cruz Azul          | 1                     | 29          | 14          | -               | -               | -                 | -                 | -          | -          | -                              | -                              | -                              | -                                   | -                                   | -       | -       | Argentine olympique Argentine | 6 4       | 2 0       | 39    | 16    |
| 2005-2006             | CD Cruz Azul          | 1                     | 32          | 18          | -               | -               | -                 | -                 | -          | -          | -                              | -                              | -                              | -                                   | -                                   | -       | -       | Argentine                     | 2         | 0         | 34    | 18    |
| 2006-2007             | CD Cruz Azul          | 1                     | 25          | 7           | -               | -               | -                 | -                 | -          | -          | -                              | -                              | -                              | -                                   | -                                   | -       | -       | -                             | -         | -         | 25    | 7     |
| 2007-2008             | CD Cruz Azul          | 1                     | 14          | 3           | -               | -               | -                 | -                 | -          | -          | -                              | -                              | -                              | -                                   | -                                   | 4       | 1       | -                             | -         | -         | 18    | 4     |
| 2007-2008             | Olympique lyonnais    | 1                     | 7           | 0           | 2               | 0               | -                 | -                 | -          | -          | -                              | -                              | -                              | -                                   | -                                   | -       | -       | -                             | -         | -         | 9     | 0     |
| 2008-2009             | Olympique lyonnais    | 1                     | 19          | 2           | 3               | 1               | -                 | -                 | 1          | 0          | C1                             | 4                              | 0                              | -                                   | -                                   | -       | -       | -                             | -         | -         | 27    | 3     |
| 2009-2010             | Olympique lyonnais    | 1                     | 27          | 4           | 2               | 0               | 2                 | 0                 | -          | -          | C1                             | 12                             | 1                              | -                                   | -                                   | -       | -       | -                             | -         | -         | 43    | 5     |
| 2010-2011             | Olympique lyonnais    | 1                     | 19          | 1           | 1               | 0               | -                 | -                 | -          | -          | C1                             | 2                              | 0                              | -                                   | -                                   | -       | -       | -                             | -         | -         | 22    | 1     |
| 2011-2012             | CF Monterrey          | 1                     | 29          | 9           | -               | -               | -                 | -                 | -          | -          | C1                             | 5                              | 1                              | 1                                   | 0                                   | 6       | 1       | -                             | -         | -         | 41    | 11    |
| 2012-2013             | CF Monterrey          | 1                     | 15          | 3           | -               | -               | -                 | -                 | -          | -          | C1                             | 1                              | 0                              | 1                                   | 2                                   | 2       | 0       | -                             | -         | -         | 19    | 5     |
| Total sur la carrière | Total sur la carrière | Total sur la carrière | 311         | 87          | 8               | 0               | 2                 | 0                 | 1          | 0          | -                              | 24                             | 2                              | 2                                   | 2                                   | 12      | 2       | 0                             | 26        | 2         | 386   | 95    |